# Distretto di Palca (Junín)
Il distretto di Palca  è uno dei  nove distretti della provincia di Tarma, in Perù. Si trova nella regione di Junín e si estende su una superficie di  378,08 chilometri quadrati.